# احمد اکبر خان
احمد اکبر خان (انگلیسی: Ahmad Akbar Khan؛ زادهٔ ۱۲ اکتبر ۱۹۸۳) بازیکن فوتبال اهل پاکستان-استرالیا بود.
وی همچنین در تیم ملی فوتبال پاکستان بازی کرده است.